# Golf- und Land-Club Berlin-Wannsee
Der Golf- und Land-Club Berlin-Wannsee (GLCBW) ist ein privater Golfverein im Berliner Ortsteil Wannsee. Er liegt im Südwesten Berlins im Bezirk Steglitz-Zehlendorf zwischen dem Großen Wannsee, dem Griebnitzsee und der Havel. Der GLCBW wurde 1895 gegründet und zählt zu den ältesten und traditionsreichsten Golfclubs in Deutschland.
Den etwa 2000 Mitgliedern und ihren Gästen stehen ein 18-Loch-Meisterschaftsplatz (Par 72) und ein 9-Loch-Platz (Par 62) zur Verfügung (Stand: 2023). Die Plätze sind in die hügelige märkische Landschaft eingebettet. Hohe Kiefern und alte Eichen säumen die Spielbahnen.
Der GLCBW ist Gründungsmitglied des Deutschen Golf Verbands (DGV). Die Clubmannschaften der Damen, Herren und der Senioren waren mehrfach Deutsche Meister. Die Damen gewannen 2015 und 2021 den Titel des Deutschen Mannschaftsmeisters in der Deutschen Golf Liga. Wannseer wurden wiederholt in Nationalmannschaften berufen, Einzelspielern gelangen herausragende Ergebnisse bei nationalen wie internationalen Meisterschaften.
Die Nachwuchsförderung des GLCBW wurde wiederholt vom DGV und DOSB ausgezeichnet.

## Geschichte

### 1894–1924

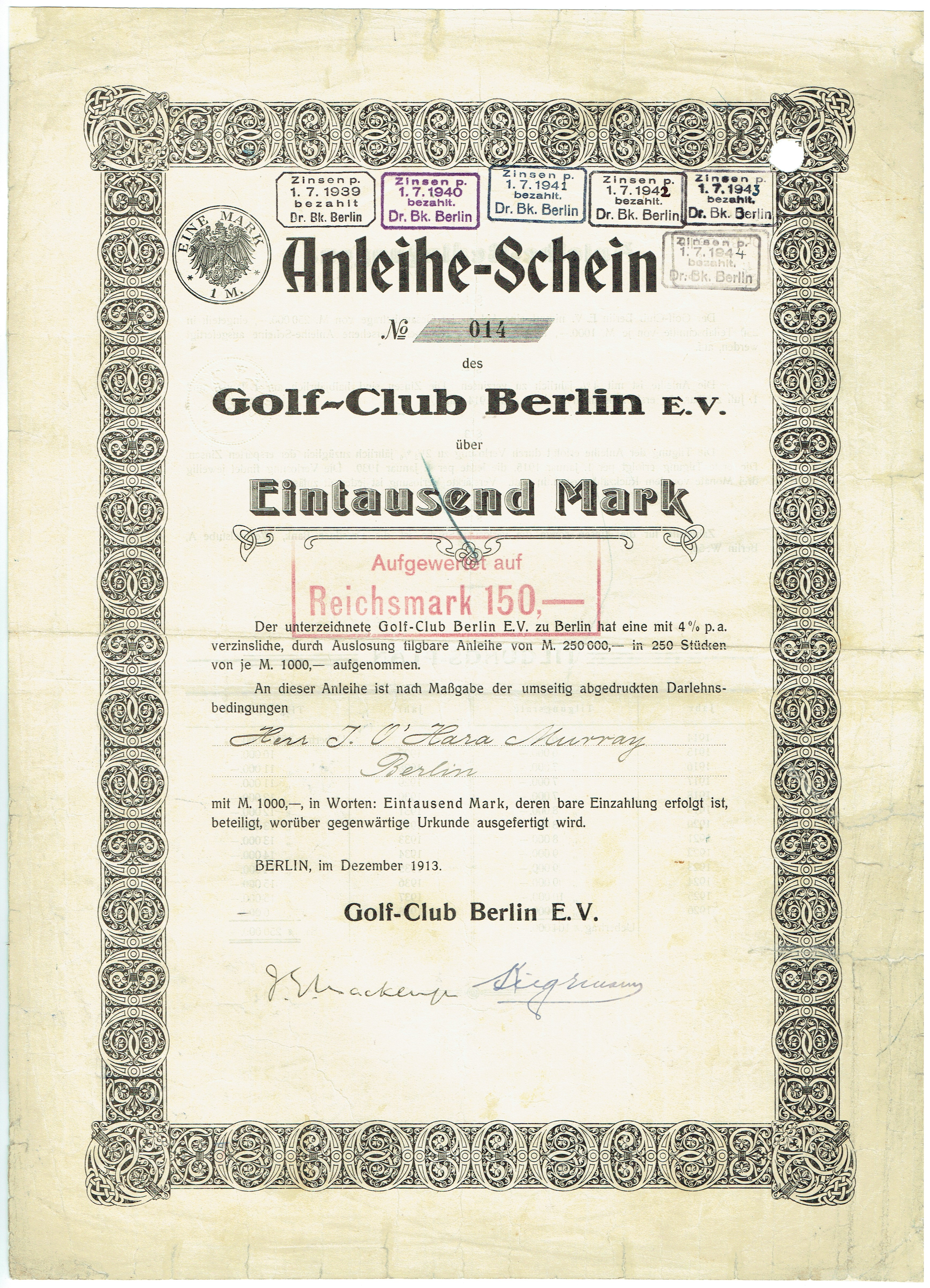
Anleihe-Schein des Golf-Club Berlin e. V. vom Dezember 1913; ausgestellt auf James O‘Hara Murray, damaliger britischer Diplomat in Berlin.

Der Club wurde 1894 von Studenten der Königlich Technischen Hochschule zu Berlin in Charlottenburg (heute: Technische Universität Berlin) um die Gründer Andrew Pitcairn-Knowles, Horace Francis Simon, Alexander Macphail, Richard Edward Kimens, William Adolph Freymuth und John Bloch, dem ersten Vorsitzenden des Deutschen Fußball- und Cricket Bundes, als Charlottenburger Golf-Club in Berlin-Westend gegründet. Der erste Golfplatz wird den Studenten von Clara Gräfin zu Eulenburg (spätere Gräfin von Wartensleben) überlassen.
Im Jahr 1895 wurde der Club in Berlin Golf Club umbenannt und Willoughby Dayton Miller (1853–1907), Professor für Zahnmedizin an der Königlichen Friedrich-Wilhelms-Universität (heute: Humboldt-Universität), wurde Präsident. Friedrich Botho zu Eulenburg (1850–1914), ein Bruder des Fürsten Philipp zu Eulenburg und Großfürst Michail Michailowitsch Romanow (1861–1929), ein Neffe von Zar Nikolaus II. übernahmen die Ehrenpräsidentschaft des Clubs. Weitere Ehrenpräsidenten waren bis 1917 die jeweiligen Botschafter Großbritanniens und der USA.
Der Club wurde zum Mittelpunkt für die in Berlin lebenden Briten und Amerikaner, wobei der deutsche Mitgliederanteil um die Jahrhundertwende rund 40 Prozent ausmachte. Bis 1914 war der Club einer der gesellschaftlichen Mittelpunkte für britische und amerikanische Diplomaten. Ab 1909 war der Sport so populär, dass der deutsche Mitgliederanteil überwog.
Im Jahr 1913 hatte der Club 300 Mitglieder und wurde in Golf-Club Berlin umbenannt. Nachdem der erste Golfplatz südlich der Spandauer Chaussee gelegen war, konnte ab 1907 das Gelände der ehemaligen Pferderennbahn nördlich der Spandauer Chaussee gepachtet werden. Auf diesem Gelände wurde bis 1945 Golf gespielt (von 1934 bis 1945 unter der Regie des neugegründeten Golfclubs Westend).
Im Juli 1913 wurde das heutige Gelände in Wannsee von der kaiserlichen Forstverwaltung unter aktiver Mithilfe des Prinzen Heinrich von Preußen, einem Bruder von Kaiser Wilhelm II., gepachtet, um dort einen meisterschaftsfähigen 18-Loch-Golfplatz anzulegen, der nach der Planung des Clubs und des DGV für das olympische Golfturnier 1916 bereitstehen sollte. Die Kriegserklärung Deutschlands an seine europäischen Nachbarn machte alle Planungen zunichte, aus Freunden wurden über Nacht Mitglieder des feindlichen Auslands, die, sofern sie es vermochten, eilends das Land verließen. Ab 1917 gehörten dem Club fast keine Ausländer mehr an, Vorstandsämter durften nur noch von Deutschen wahrgenommen werden. Bis 1920 war der Berufsdiplomat Max Franz Guido Freiherr von Thielmann (1846–1929) Präsident. Ihm folgte der Kölner Chemiker Karl Beck (1873–1937), der von 1919 bis 1924 auch das Amt des Präsidenten des Deutschen Golf Verbandes bekleidete.

### 1925–1945
Mit der Wahl Herbert Gutmanns zum Präsidenten wurde ab 1924 der Ausbau der Anlage in Wannsee begonnen, die mit der Austragung der wieder ins Leben gerufenen German Open im Mai 1926 in Gegenwart des Berliner Oberbürgermeisters Gustav Böß und zahlreichen Prominenten feierlich eröffnet wurde. Im Jahr zuvor (1925) erhielt der Club seinen endgültigen Namen Golf- und Land-Club Berlin-Wannsee. Der Brite Percy Alliss (1897–1975) wurde ab 1926 als Golflehrer engagiert. In der Folge gewann Alliss die German Open insgesamt fünf Mal (1926, 1927, 1928, 1929 in Wannsee, 1933 in Bad Ems).

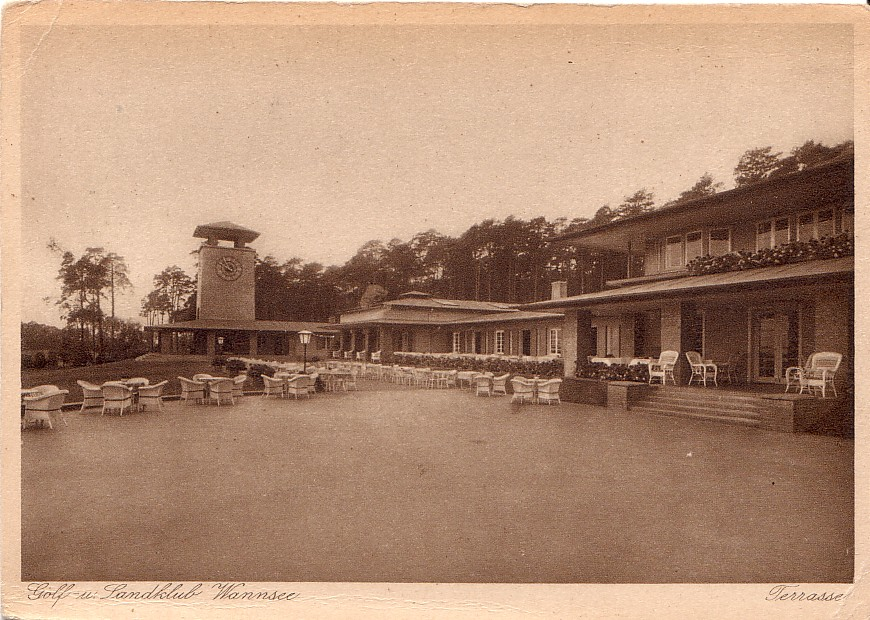
Clubhausterrasse Wannsee, 1920er Jahre

Sportlicher Höhepunkt war im Jahr 1929 der Wettkampf zwischen Percy Alliss, Walter Hagen und vier weiteren Mitgliedern (Ed Dudley, Al Espinosa, Jonny Farrell und Horton Smith) der amerikanischen Ryder-Cup-Mannschaft, die nach der knappen Niederlage gegen Großbritannien Anfang Mai und der Teilnahme an der Open de France auch in Wannsee zur German Open antraten. Alliss gewann mit zwei Schlägen Vorsprung vor dem späteren zweifachen (1934 und 1936) Masterssieger Horton Smith.
Bis 1933 gediehen auch die deutschen Amateure und Golfprofis zu internationaler Klasse, sodass 1934 die Gazetten weltweit verkünden, dass der in Berlin geborene Bruno Jersombeck und Georg Bessner an der British Open teilnehmen würden. Bereits 1925 hatte der Wannseer Hans Samek an der British Amateur in Westward Ho! teilgenommen. Samek fädelte im Jahr 1928 mit Walter Hagen den Besuch der amerikanischen Ryder-Cup-Mannschaft ein, die für ein Antrittsgeld von 6000 Mark nach Berlin kamen.
Der Club war ab 1926 wieder eine internationale Bühne für Diplomaten, Industrielle und Bankiers. Daneben suchten auch Künstler, wie Mario von Bucovich oder Imre von Santhò aber auch viele Ärzte, Rechtsanwälte und Kaufleute in Wannsee sportliche Herausforderung und Zerstreuung. Bald schon wurde die 18-Loch-Anlage so stark in Anspruch genommen, dass eine Erweiterung um einen weiteren 18-Loch-Platz geplant wurde. Stammten die Entwürfe für den ersten Platz noch von Cuthbert Strachan Butchart, wurde für die Erweiterung das Team von Colt, Allison & Co. aus England engagiert, die unter anderem auch für die Golfplätze in Hamburg-Falkenstein und Frankfurt-Niederrad verantwortlich zeichneten. Nachdem 1931 weitere 9-Löcher fertiggestellt waren, wurden wegen der Weltwirtschaftskrise die weiteren Arbeiten eingestellt, sodass der zweite 18-Loch-Platz unvollendet blieb.
Das Jahr 1933 wurde für den Golf- und Land-Club Berlin-Wannsee zu einer scharfen Zäsur. Die New York Times meldete am 15. April 1933: “German Golf Club ban Jews!” Damit waren Vorgänge im GLCBW gemeint, die in der außerordentlichen Mitgliederversammlung am 20. April 1933 schließlich zum Rücktritt von Herbert Gutmann und dem gesamten Vorstand führten. In der etwa 45-minütigen Versammlung wurde ein neuer zehnköpfiger Vorstand gewählt, dem kein jüdisches Mitglied mehr angehörte. Zum Präsidenten wurde der Chemiker Julius Bueb und zum Vize-Präsidenten der Oberfinanzpräsident Albert Poensgen gewählt. Auf Bueb folgte im Jahr 1940 der Bankier Otto Christian Fischer während Poensgen sein Amt als stellvertretender Vereinsführer (ab 1935 galt die Einheitssatzung des Nationalsozialistischen Reichsbundes für Leibesübungen, die das Führerprinzip verbindlich festlegte) bis 1945 ausübte.
Während der Olympischen Sommerspiele 1936 in Berlin war der Golf- und Land-Club Berlin-Wannsee Austragungsort für den Crosslauf im Modernen Fünfkampf.
Bis Ende 1936 verlor der Club rund 80 Prozent seiner Mitglieder, die, soweit vom NS-Staat als jüdisch oder nichtarisch definiert, spätestens zum 31. Dezember 1936 ihren „freiwilligen“ Austritt zu erklären hatten. Im Frühjahr 1937 meldeten die Vereinsführer dem Reichssportführer Hans von Tschammer und Osten die Clubs „judenfrei“. Die kurze Blütezeit des Clubs ging damit zu Ende. Von den ehemals 272 Mitgliedern, die zwischen 1926 und 1929 eine lebenslange Mitgliedschaft gegen Zahlung von bis zu 10.000 Mark erworben hatten, gehörte im April 1945 keiner mehr dem Club an.

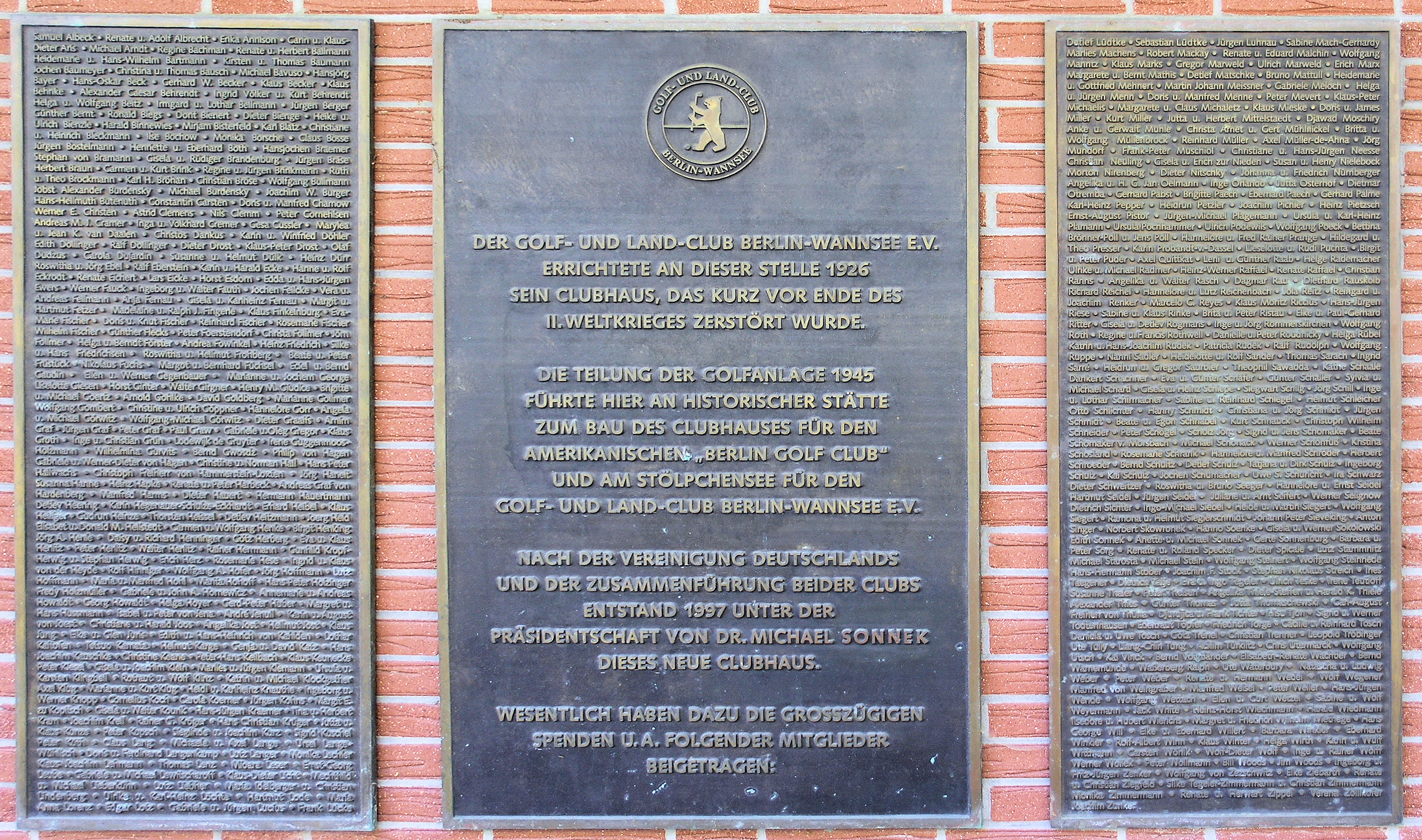
Gedenktafeln am Golfclub im Golfweg 22

Zwischen dem 28. April und dem 2. Mai 1945 wurde Wannsee durch die heranrückende sowjetische Armee zu einem Kriegsschauplatz, der mehr als 900 Einwohnern das Leben kostete. Die Golfanlage wurde durch Artilleriebeschuss und gezielte Flugzeugangriffe auf die im Golfgelände verschanzten SS-Einheiten schwer beschädigt, das Clubhaus war nach Ende der Kampfhandlungen eine Ruine. Die langjährige Clubsekretärin Mita Kribben (1907 als Mita Klima jüngste Teilnehmerin am Tennisturnier von Wimbledon) und der Garderobier Robert Schumann wurden bei den Angriffen getötet.

### 1946–1953
Im Juli 1945 besetzten die Amerikaner auf Grundlage der Vereinbarungen der Konferenzen von Teheran, Jalta (Krim) und Potsdam den südwestlichen Teil der Stadt Berlin. Der damalige Bezirk Zehlendorf gehörte somit zum Amerikanischen Sektor. Die Amerikaner richteten zunächst zwölf Löcher des ursprünglichen Wannseegolfplatzes wieder spielfertig her.
Den Vereinen wurde mit dem Alliierten Kontrollratsgesetz Nr. 2 vom 10. Oktober 1945 jedwede Betätigung untersagt, da sie zu den Unterorganisationen des NSRL gehören. Die Vereine galten mit sofortiger Wirkung als „abgeschafft und ungesetzlich“. Gleichzeitig wurde das Vermögen beschlagnahmt.
Am 1. September 1946 beantragte Heinz Friedrich, von 1932 bis 1943 Angestellter und Sportleiter beim Golf- und Land-Club Berlin-Wannsee, die Überlassung der ungenutzten – zum Stölpchensee hin gelegenen – neun Löcher der 27-Loch Anlage am Wannsee.
Da die Amerikaner diesem Ansinnen ablehnend gegenüberstanden und eine Rückkehr nach Wannsee kurzfristig nicht darstellbar war, erinnerte sich Heinz Friedrich an den ehemaligen Privatgolfplatz des emigrierten Margarinefabrikanten Leo van den Bergh (Unilever) an der Imchenallee in Kladow, auf dem er als Gast mehrfach in den 1930er Jahren gespielt hatte.
In einem Rundschreiben Ende November 1946 wurden die Berliner Golfer informiert, dass es „[…] dank der Unermüdlichkeit und Zähigkeit des Ihnen allen bekannten Herrn Heinz Friedrich…“ gelungen ist den Golfplatz in Kladow sicherzustellen.
Nach Abschluss eines Pachtvertrages spielten die Herren Poensgen, Lacroix, Lehmann und Friedrich bereits am 8. Dezember 1946 die erste Golfrunde in Kladow.
Bei den Amerikanern in Wannsee waren im Februar 1947 wieder 18 Bahnen spielbar. Im März 1947 erließ die Alliierte Kommandantur Befehl Nr. 66, der die Gründung von nicht-politischen Organisationen zum Zweck der „Förderung kultureller, sozialer, beruflicher […] Tätigkeiten oder die Förderung von Sport […]“ erlaubte. Die exilierten Golfer vom Wannsee registrieren sich daraufhin beim Hauptsportamt Berlin als „Golf-Gemeinschaft Kladow“.
Da die Sportstätten zukünftig nur noch lizenzierten Vereinen zur Verfügung stehen sollten, beantragte Heinz Friedrich als „Spartenleiter“ erneut die Freigabe der Anlage am Stölpchensee, dies wurde vom zuständigen Sportamt Zehlendorf befürwortet. Die mit 15. Mai 1949 beantragte Lizenzierung des Golf- und Land-Club Berlin-Wannsee erfolgte am 15. August 1949 durch Louise Schroeder (Oberbürgermeisterin in Vertretung).
Dem Verein gehörten zunächst 37 Mitglieder an. Am 24. November 1949 erfolgte die Gründungsversammlung des Golf- und Land-Clubs Berlin-Wannsee. Der Wirtschaftsprüfer der Deutschen Treuhand-Gesellschaft (heute: KPMG), Franz Edwin Gercke, und Walter Kohnert wurden zum Präsidenten bzw. Vizepräsidenten bestellt.
Parallel hierzu hatte eine Gruppe um Wilhelm Droste und Konrad Gubalke nahezu zeitgleich einen Antrag auf Lizenzierung eines „Golf- und Land-Club Berlin-Kladow“ gestellt, der am 30. Juli 1949 vom damaligen Oberbürgermeister Ernst Reuter bewilligt wurde.
Durch ein irrtümlich in den Besitz von Albert Poensgen (stellvertretender Vereinsführer bis 1945) gelangtes Schreiben des Berliner Polizeipräsidenten erfuhr dieser von der Lizenzierung vom 15. August 1949. Er legte hiergegen Einspruch ein und ließ sich zum Notvorstand als alten, angeblich noch existierenden Wannsee-Clubs bestellen.
Der anschließend vor dem Vereinsregister des Amtsgerichtes Berlin-Charlottenburg geführte Rechtsstreit um die Frage, welcher der beiden Vereine rechtmäßig zur Eintragung gelangen kann, wurde Anfang März 1950 beigelegt.
In der Mitgliederversammlung vom 11. März 1950 wurden der Immobilienmakler Wilhelm Droste zum Vorsitzenden und der ehemalige Oberfinanzpräsident Albert Poensgen zum Vizepräsidenten gewählt, Konrad Gubalke, bis 1945 Vorstand des Scherl Verlages (der Verlag gehörte bis 1943 zum Hugenberg-Konzern, danach der NSDAP), zum Schatzmeister.
Im Juli 1951 berichtete die Zeitschrift Golf, Organ des Deutschen Golf Verbandes, dass der alte Golf- und Land-Club Berlin-Wannsee neu lizenziert und ins Vereinsregister eingetragen worden ist.
Doch es dauerte noch bis 1952, bis das Kapitel Kladow geschlossen werden konnte. Im Oktober wurde der siebte Wannsee-Gedächtnispreis ausgetragen; einen Monat später schlug Wilhelm Droste den ersten Ball in der „alten Heimat“. Bei einer „Mach-mit“-Aktion packten auch die Klubmitglieder an und verankerten dauerhaft ein Stück Kladow. Alle sechs Grüns wurden abgeschält und am Stölpchensee neu verlegt.
Am 31. Mai 1953 wurde der wieder hergerichtete 9-Loch-Platz und das von Eduard Ludwig entworfene Clubhaus am Stölpchenweg eröffnet. Bis zum Abzug der Alliierten im Jahr 1994 blieben die übrigen Spielbahnen im Besitz der Amerikaner.

### 1953–1990

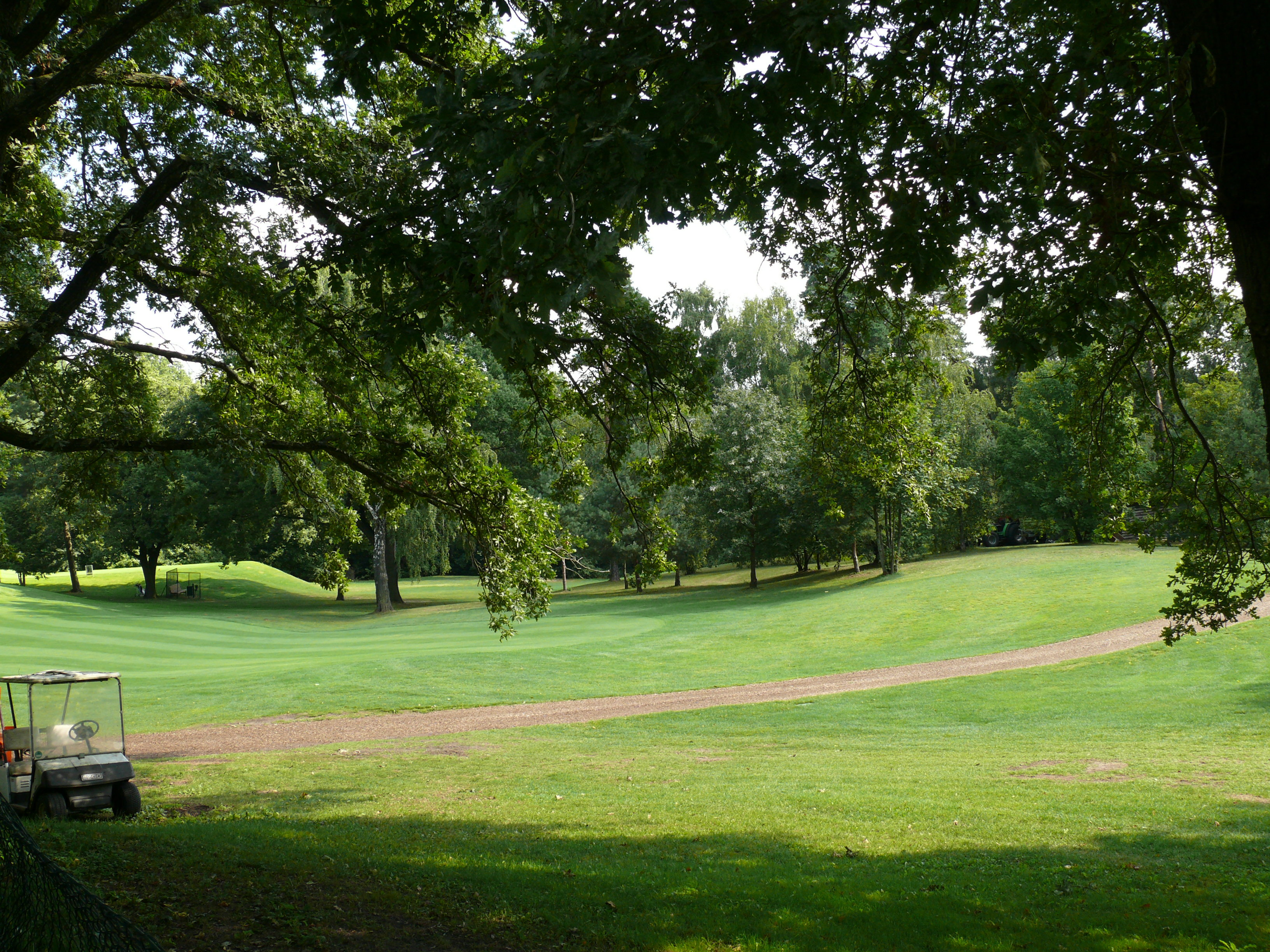
Golfplatz des GLCBW

Anlässlich des 75-jährigen Bestehens des Clubs wurde ein internationales Weltstädteturnier im Mai 1970 ausgetragen. An diesem Turnier nahmen Mannschaften aus Washington, Tokio, London, Zürich, Wien, Paris und Malmö teil. Fünf Jahre später fanden die 40. Internationalen Deutschen Amateurmeisterschaften in Berlin statt.
1979 besuchte Jack Nicklaus vor seiner Teilnahme an The Open Championship den Club und landete nach einem Rundflug über Berlin mit dem Helikopter auf dem Clubgelände. Im August des Folgejahres war der Club Austragungsort der Braun Trophy, wodurch erneut einige Spitzengolfer wie Arnold Palmer, Tony Jacklin, Severiano Ballesteros oder Bernhard Langer mitspielten.

### 1990-heute
2002 wurde vom Verein ein Jugendförderprogramm etabliert, das auch Kindern von Eltern offensteht, die nicht Vereinsmitglied sind.

## Gründerpokal
Der im Club ausgetragene „Gründerpokal“ ist der älteste in Deutschland ausgespielte Golfpokal. Er stammt aus der Gründerzeit des Traditionsclubs Mitte der 1890er Jahre. Unter den Club-Mitgliedern erstmals ausgespielt wurde er 1896.

## Erfolge
- Deutscher Mannschaftsmeister (Clubpokal von Deutschland) 1999
- Deutscher Mannschaftsmeister der Damen: 2003, 2006, 2010, 2015, 2020, 2021
- Deutscher Mannschaftsvizemeister der Damen: 2009, 2018

## Bekannte Persönlichkeiten
- Alexandra Försterling, Siegerin der European Young Masters 2014